# Terry Griffiths
Terrence Martin „Terry“ Griffiths, OBE (* 16. Oktober 1947 in Llanelli; † 1. Dezember 2024 ebenda), war ein walisischer Snookerspieler. Griffiths startete nach mehreren Amateurerfolgen 1978 seine Profikarriere und gewann mit der Snookerweltmeisterschaft sein zweites Profiturnier. Mit dem Gewinn des Masters 1980 und der UK Championship 1982 wurde er Mitglied der Triple Crown und war vor allem in den 1980er-Jahren in der Weltspitze vertreten, bevor er nach zahlreichen Turniersiegen im Rahmen der Snookerweltmeisterschaft 1997 seine Profikarriere beendete.
Griffiths war zudem einer der führenden Snookertrainer und war eine Zeit lang WPBSA Director of Coaching. Des Weiteren war er Besitzer eines Snookerclubs in seiner Heimatstadt Llanelli und Snookerkommentator für die BBC.

## Karriere

### Anfänge als Amateur
Griffiths begann als Jugendlicher mit dem Snookerspiel und gewann im Alter von 16 Jahren mehrere lokale Meisterschaften. Vor seiner professionellen Snookerkarriere arbeitete Griffiths ab dem Alter von 15 Jahren für drei Jahre als Bergarbeiter und in den folgenden sechs Jahren als Busschaffner, Postbote und Versicherungsmakler, ehe er 1978 trotz des finanziellen Risikos Profispieler wurde.
Erstmals konnte Griffiths auf sich aufmerksam machen, als er 1972 im Finale der walisischen Snooker-Meisterschaft gegen Geoff Thomas verlor. 1974 unterlag er in der Runde der letzten 32 Des May, bevor er im selben Jahr erstmals an der English Amateur Championship teilnahm, an der auch nicht-englische Spieler teilnehmen durften. Jedoch schied er durch eine Niederlage gegen Vic Harris im Achtelfinale des südlichen Ausscheidungswettbewerbs aus. Nur ein Jahr später holte er sich durch einen 8:7-Sieg über Geoff Thomas im Finale der walisischen Snooker-Meisterschaft seinen ersten Titel, ehe er beim Südwettbewerb der englischen Snooker-Meisterschaft nach Siegen über Mick Fisher und Patsy Fagan im Halbfinale gegen Willie Thorne verlor. Des Weiteren nahm er erstmals an dem Pro/Am-Event Pontins Spring Open teil, bei denen sowohl Profispieler als auch Amateure im Starterfeld vertreten waren, wobei er sein Auftaktspiel gegen den walisischen Profispieler und Weltmeister Ray Reardon verlor.
1976 folgte ein größtenteils schlechteres Jahr, als er im Achtelfinale der walisischen Snooker-Meisterschaft Dai Thomas und beim südenglischen Ausscheidungsturnier in ebenjener Runde Geoff Foulds unterlag. Des Weiteren verlor er bei den Pontins Spring Open sein Auftaktspiel gegen John Hargreaves. Die Wende kam mit seiner ersten Teilnahme an einer Amateurweltmeisterschaft, als er mit fünf Siegen und zwei Niederlagen – gegen Silvino Francisco und Paul Mifsud – die Gruppenphase überstand. Anschließend zog er mit einem Sieg über seinen Landsmann Roy Andrewartha in den Play-offs ins Viertelfinale ein, wo er sich dem Südafrikaner Jimmy van Rensberg geschlagen geben musste. Im neuen Jahr zog er mit nur einem verlorenen Frame in drei Spielen ins Finale des südenglischen Ausscheidungswettbewerbes, wo er sich mit einem 8:1-Sieg über Clive Everton für das Finale der englischen Snooker-Meisterschaft qualifizierte. Dort gelang ihm durch einen 13:3-Sieg über den nordenglischen Meister Sid Hood der Titelgewinn. Anschließend besiegte er bei den Pontins Spring Open die Profispieler Cliff Thorburn, Eddie Charlton, Perrie Mans und Dennis Taylor und zog dadurch ins Finale ein, in dem er mit 4:7 gegen Alex Higgins verlor.
Im folgenden Jahr verteidigte er erst mit einem 8:2-Sieg über Cliff Wilson seinen Titel bei der südenglischen Meisterschaft, bevor ihm im Finale der gesamtenglischen Meisterschaft mit einem 13:5-Sieg über den Engländer Joe Johnson seinen Triumph aus dem Vorjahr wiederholte. Im Anschluss daran wurde Griffiths zur Saison 1978/79 Profispieler.

### Erste Profijahre mit dem Weltmeistertitel 1979

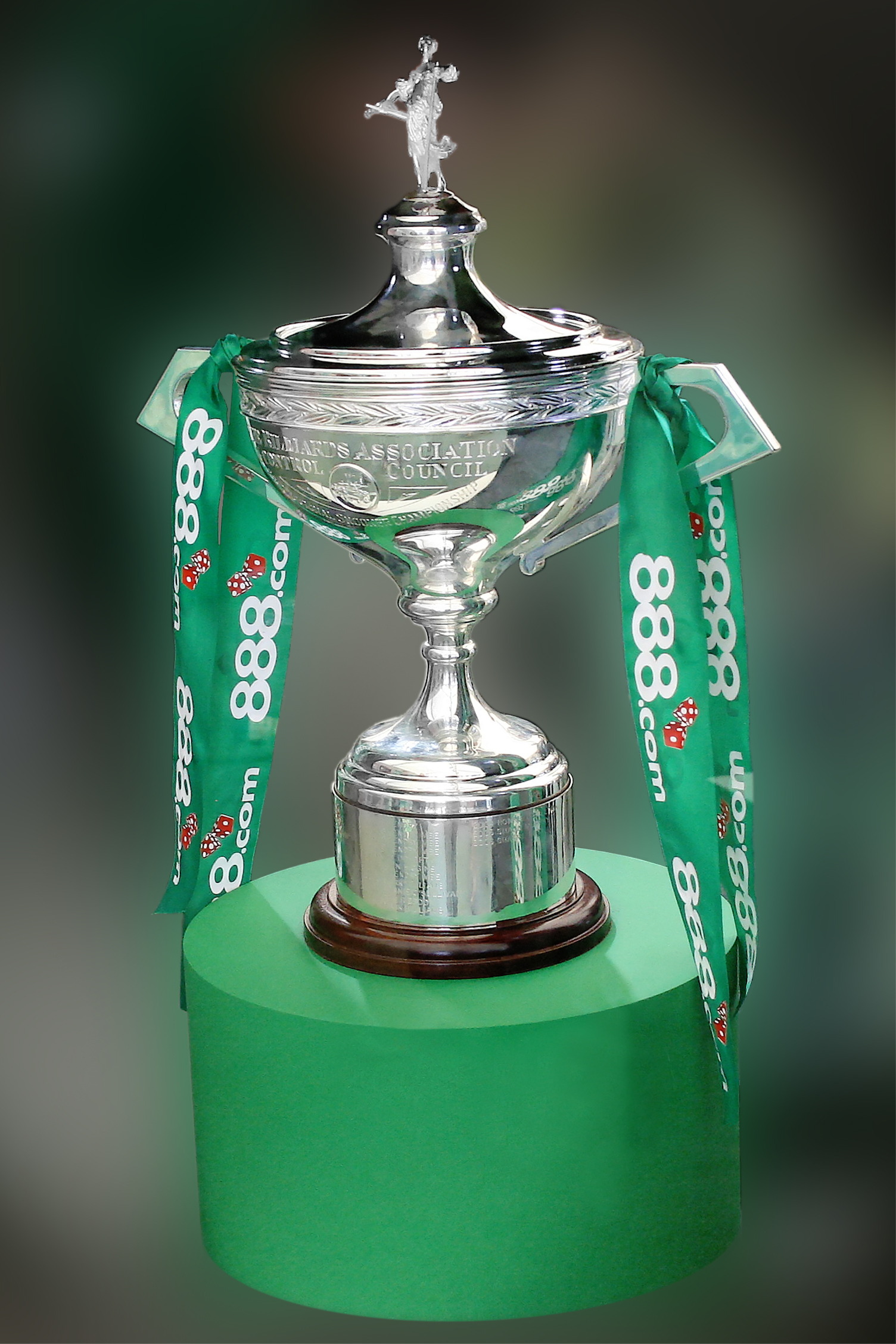
Die WM-Trophäe (2007)

Im Rahmen der UK Championship 1978 bestritt Griffiths kurz danach sein erstes Profispiel, welches er mit 8:9 gegen Rex Williams verlor. Da in der ein Großteil der Profispieler Saison 1978/79 lediglich an zwei Turnieren teilnehmen konnten, nahm Griffiths in dieser Saison anschließend nur noch an der Snookerweltmeisterschaft teil, wo er sich mit Siegen über die Engländer Bernard Bennett und Jim Meadowcroft für das Achtelfinale qualifizierte. Mit weiteren Siegen über den Südafrikaner Perrie Mans, den Ex-Weltmeister Alex Higgins aus Nordirland sowie gegen den Australier Eddie Charlton erreichte Griffiths zur allgemeinen Überraschung das Endspiel der Weltmeisterschaft, in dem er mit Dennis Taylor auf einen weiteren Erstteilnehmer an einem WM-Endspiel traf. Über weite Teile des Endspiels standen sich die Finalgegner in nichts nach, sodass es vor der letzten Session 15:15 stand. Allerdings dominierte Griffiths diese so sehr, dass er am Ende des Tages mit 24:16 das Endspiel und zugleich sein einziges Ranglistenturnier gewann. Dabei handelte es sich laut Griffiths um seinen Karrierehöhepunkt, der allerdings mit der Verherrlichung seiner Person und durch die zahlreichen Reisen durch Exhibitions und die dadurch mangelnde Zeit mit seiner Familie auch seine Schattenseiten hatte. Durch den Gewinn der Weltmeisterschaft platzierte sich Griffiths auf dem achten Rang der Snookerweltrangliste, die als Setzliste für die kommende Saison fungierte.
In der Saison 1979/80 konnte Griffiths vor allem durch seinen Weltmeistertitel an deutlich mehr Turnieren teilnehmen und dabei seine Erfolgsserie fortsetzen. Zum Saisonauftakt erreichte er nach Siegen über drei kanadische Spieler, darunter Jim Wych und Kirk Stevens, das Finale der Canadian Open und verlor dieses mit 16:17 gegen Lokalmatador Cliff Thorburn, der ihn am Ende der Saison als Weltmeister ablöste. Auch bei der folgenden UK Championship besiegte er mit Cliff Wilson, Alex Higgins und Bill Werbeniuk mehrere führende Spieler, bevor er im Endspiel mit 13:14 an John Virgo und damit im zweiten Finale in Folge im Decider unterlag. Jedoch erreichte Griffiths nicht bei jedem Turnier das Finale: Sowohl beim Pot Black Cup als auch beim British Gold Cup schied er in der Gruppenphase aus, bei der Welsh Professional Championship und beim Pontins Professional verlor er jeweils seine Auftaktspiele. Mit mäßigem Erfolg nahm er des Weiteren am Classic und am Tolly Cobbold Classic teil, wo er im Halbfinale ausschied beziehungsweise das Spiel um Platz drei gewann. Zudem nahm er erstmals als Profi an den Pontins Spring Open teil, wo er unter anderem Mike Hallett besiegte und gegen Dave Gilbert im Viertelfinale verlor. Abgesehen davon gelangen Griffiths aber auch zwei Turniersiege: Er besiegte im Finale des Masters Alex Higgins mit 9:5 und gewann somit nach der WM 1979 sein zweites Triple-Crown-Turnier, kurz danach rang er im Finale des Irish Masters den Waliser Doug Mountjoy mit 10:9 nieder, nachdem er nach überstandener Gruppenphase im Halbfinale Fred Davis besiegt hatte. Auch auf Team-Ebene hatte er zusammen mit seinen walisischen Teamkollegen Ray Reardon und Doug Mountjoy Erfolg, als er beim World Cup mit 14:3 das englische Team um Fred Davis, John Spencer und Graham Miles besiegte. Zum Ende der Saison wurde Griffiths der erste Spieler, der dem sogenannten Fluch des Crucible erlag, als er bei der Snookerweltmeisterschaft sein Auftaktspiel gegen den Engländer Steve Davis und damit auch seinen WM-Titel verlor. Auf der Weltrangliste verbesserte er sich dennoch auf den fünften Platz.
Während der Saison 1980/81 konnte Griffiths erneut mehrere Endspiele erreichen. Direkt zum Start erreichte er mit Siegen über Steve Davis und Alex Higgins das Finale der Canadian Open und verlor mit 10:17 gegen Cliff Thorburn, zu Beginn des neuen Jahres verlor er dann im Endspiel des Masters mit 6:9 gegen Alex Higgins. Es folgte ein 9:7-Sieg über Ray Reardon im Endspiel des Irish Masters, bevor er zum Saisonende Willie Thorne im Finale des Pontins Professional mit 9:8 besiegte. Zusätzlich konnte er mit dem walisischen Team den Titel beim World Cup gegen das kanadische Team um Cliff Thorburn, Kirk Stevens und Bill Werbeniuk verteidigen. Fernab dieser Finalteilnahmen musste Griffiths jedoch auch mehrere mittelmäßige Turnierergebnisse sowie mehrere Auftaktniederlagen hinnehmen. Er verlor im Halbfinale der UK Championship mit 0:9 und im Viertelfinale der Snookerweltmeisterschaft gegen Steve Davis und schied mit jeweils nur einer Niederlage in der Gruppenphase des Champion of Champions und der Yamaha Organs Trophy aus. Des Weiteren verlor er sowohl beim Classic als auch bei der Welsh Professional Championship sowie auf Amateur-Ebene bei den Pontins Spring Open seine Auftaktspiele. Auf der Weltrangliste wurde er in der kommenden Saison auf dem dritten Platz geführt, welcher für ihn die beste Platzierung der auf der Weltrangliste seiner Karriere darstellte.

### Abstieg und Etablierung in den Top 10
Die Saison 1981/82 war für Griffiths mit einem sich über mehrere Endspiele ausdehnenden Duell zwischen ihm und Steve Davis geprägt, der zum dominierenden Spieler des Jahrzehnts aufstieg. So wurde Griffiths von Davis im Finale der UK Championship mit 3:16, im Finale des Masters mit 5:9 sowie im Finale des International Masters mit 7:9 besiegt, des Weiteren besiegte das englische Team mit Davis, John Spencer und David Taylor im Finale des World Cups das walisische Team. Im Gegensatz dazu besiegte Griffiths den zehn Jahre jüngeren Davis im Finale des Classics mit 9:8, obwohl Davis zuvor das erste offiziell anerkannte Maximum Break in einem Profiturnier gespielt hatte, sowie im Finale des Irish Masters mit 9:5. Eine weitere Finalteilnahme erreichte Griffiths zudem bei der Welsh Professional Championship, wo er im Decider gegen Doug Mountjoy verlor. Zudem nahm Griffiths auch an weiteren Turnieren teil, schied jedoch schon vor dem Finale aus. So verlor er bei den International Open im Viertelfinale gegen Alex Higgins und unterlag im Halbfinale des Northern Ireland Classics gegen Steve Davis, während er sich im Halbfinale des Pontins Professionals seinem Landsmann Ray Reardon mit 0:7 geschlagen geben musste. Am meisten schmerzte jedoch das frühe Aus bei der Snookerweltmeisterschaft, als er sein Auftaktspiel mit 6:10 gegen Willie Thorne verlor. Durch diese Niederlage, die Griffiths’ WM-Titel im Zählsystem der Weltrangliste ersetzte, rutschte er um elf Plätze auf den 14. Rang ab.
In der nächsten Saison konnte Griffiths bei vielen unbedeutenderen Turnieren nicht das Finale erreichen und schied teilweise früh aus. Er verlor in der Gruppenphase des Pontins Professional und im Achtelfinale des Classics, zudem unterlag er im Viertelfinale des Masters Cliff Thorburn. Jedoch erreichte er beim Scottish Masters, bei der Welsh Professional Championship und beim Irish Masters das Halbfinale sowie beim International Masters die Halbfinalgruppe und verlor im Finale des Tolly Cobbold Classics mit 7:5 gegen Steve Davis. Ebenso zog er zusammen mit Doug Mountjoy ins Finale der World Doubles Championship ein, wo er allerdings mit 2:13 an Steve Davis und Tony Meo scheiterte. So kam es, dass Griffiths innerhalb der professionellen Saison lediglich ein Turnier gewann. Dabei handelte es sich jedoch um die UK Championship, sodass er durch den dortigen 16:15-Finalsieg über Alex Higgins nach Steve Davis als zweiter Spieler alle drei Triple-Crown-Turniere gewonnen hatte. Zudem gewann er auf Amateurebene mit einem 7:3-Sieg über Ray Reardon die Pontins Spring Open. Außerdem erreichte er sowohl bei den International Open als auch beim Professional Players Tournament das Viertelfinale, wodurch er seine Weltranglistenposition verbessern konnte, da beide Turniere ab diesem Zeitpunkt Weltranglistenturniere waren. Auch wenn er zum Saisonende schon im Achtelfinale der Snookerweltmeisterschaft verlor, konnte er sich so auf den neunten Platz verbessern.
Direkt zu Beginn der Saison 1983/84 verlor Griffiths im Endspiel des Hong Kong Masters mit 3:4 gegen Doug Mountjoy. Während der Saison unterlag er im Übrigen auch im Endspiel des Masters mit 5:9 Jimmy White und im Endspiel des Irish Masters Steve Davis mit 1:9 sowie mit dem walisischen Team mit 2:4 dem englischen Team im Endspiel des World Cups. Lediglich beim Pot Black gewann er sein Endspiel mit 2:1 gegen John Spencer. In Hinblick auf die Weltranglistenturniere konnte Griffiths jedoch ebenfalls gute Platzierungen erreichen: Bei den International Open verlor er im Halbfinale mit 8:9 gegen Cliff Thorburn, im weiteren Verlaufe der Saison sowohl beim Classic als auch bei der Snookerweltmeisterschaft jeweils im Viertelfinale gegen Steve Davis sowie beim Professional Players Tournament im Achtelfinale gegen den Iren Eugene Hughes. Des Weiteren verpasste er bei der UK Championship nur knapp die Titelverteidigung, als er im Halbfinale gegen Alex Higgins verlor, hinzu kam eine Teilnahme an der Halbfinalgruppe des International Masters und eine Halbfinalteilnahme bei der Welsh Professional Championship. Lediglich beim Thailand Masters, beim Scottish Masters und beim Pontins Professional konnte Griffiths kein einziges Spiel gewinnen, allerdings handelte es sich bei allen drei Turnieren Einladungs- bzw. sogenannte Non-ranking-Turniere ohne Einfluss auf die Weltrangliste. Auf dieser konnte sich Griffiths trotz der Ergebnisse bei den Weltranglistenturnieren um nur einen Platz auf Rang acht verbessern.
Auch zum Start der folgenden Saison erreichte Griffiths ein Endspiel, das er mit 3:4 im Finale des Thailand Masters gegen Jimmy White verlor. Anschließend gewann er mit dem Malaysian Masters und dem Singapore Masters zwei Ligen in Asien, bevor er bis zum Ende der Saison auf weitere Finalteilnahmen warten musste. Zu diesem Zeitpunkt allerdings konnte Griffiths sowohl die Welsh Professional Championship als auch das Pontins Professional gewinnen und somit die Saison mit zwei Turniersiegen abschließen. In der Zwischenzeit konnte Griffiths fernab der Ranglistenturniere allerdings nur beim Masters, wo er das Halbfinale erreichte und Doug Mountjoy unterlag, sein Auftaktspiel gewinnen, was beim Hong Kong Masters, beim Scottish Masters und beim Irish Masters nicht der Fall war. Auch bei zwei Ranglistenturnieren, dem Grand Prix und der UK Championship verlor er gegen Tony Jones und Cliff Wilson seine Auftaktspiele, zudem schied er bei den British Open in der Runde der letzten 32 und bei den International Open im Achtelfinale aus. Lediglich beim Classic und bei der Snookerweltmeisterschaft erreichte er das Viertelfinale und konnte somit sein Weltranglistenniveau erreichen. Auf der Weltrangliste konnte er trotz der verschlechterten Ergebnisse seinen achten Platz halten.

### Aufstieg auf den fünften Weltranglistenplatz und Teilnahme am WM-Finale 1988
Wie auch schon in den Vorjahren war Griffiths während der Saison 1985/86 vor allem bei den kleinen Einladungs- und Non-ranking-Turnieren erfolgreich. So erreichte Griffiths kurz nach Saisonstart die Endspiele des Thailand Masters und des Singapore Masters und gewann daraufhin mit einem 4:2-Sieg über Steve Davis das Hong Kong Masters. Kurz nach dem Jahreswechsel konnte Griffiths das Belgian Classic durch einen Sieg über Kirk Stevens gewinnen, bevor er gegen Doug Mountjoy zum zweiten Mal in Folge die Welsh Professional Championship gewinnen konnte. Zum Abschluss der Saison konnte Griffiths zudem mithilfe eines Sieges über Willie Thorne auch beim Pontins Professional seinen Titel verteidigen. Lediglich bei wenigen solcher Turniere schied er vor dem Finale, meist im Viertelfinale wie beim Canadian Masters oder im Halbfinale wie bei der KitKat Break for World Champions, aus. Nur beim Irish Masters verlor er sein Auftaktspiel vor dem Viertelfinale. Hinsichtlich der Ranglistenturniere konnte Griffiths ebenfalls meist gute Ergebnisse vorweisen, nur beim Classic verlor er sein Auftaktspiel. Mit Ausnahme einer Achtelfinalniederlage bei der Matchroom Trophy konnte Griffiths bei allen weiteren Weltranglistenturnieren das Viertelfinale erreichen, wobei er dies neben UK Championship und Snookerweltmeisterschaft auch beim dritten Triple-Crown-Turnier, dem prestigeträchtigen Einladungsturnier Masters schaffte. Auf der Weltrangliste rutschte er dennoch um zwei Plätze auf Rang zehn leicht ab.
In der folgenden Saison verschlechterte sich Griffiths’ Abschneiden allerdings auf kurze Zeit. Er erreichte während der Saison bloß zwei Endspiele und verlor diese mit 1:2 gegen James Wattana beim Thailand Masters und mit 0:3 gegen Steve Davis beim China Masters. Bei allen weiteren Einladungs- und Non-ranking-Turnieren schied Griffiths meist im Viertelfinale wie beim Kent Cup oder im Halbfinale wie beim Australian Masters aus, seltener auch in früheren Runden wie beim Pot Black im Achtelfinale oder wie in der Gruppenphase der Matchroom League. Auch bei den Weltranglistenturnieren schnitt er etwas schlechter ab, als er vierfach im Achtelfinale verlor und nur beim Classic und bei der Snookerweltmeisterschaft das Viertelfinale erreichte und Jimmy White und Steve Davis, der zum vierten Mal Weltmeister wurde, unterlag. Dennoch konnte sich Griffiths auf der Weltrangliste leicht verbessern und war somit in der folgenden Saison auf dem vierten Rang geführt.
Die folgende Saison 1987/88 verlief jedoch wieder erfolgreicher. Zu Beginn der Saison unterlag Griffiths sowohl im Endspiel des Tokyo Masters als auch in dem des Scottish Masters Dennis Taylor und Joe Johnson und konnte kurz vor dem Saisonende mit einem 9:3-Sieg über Wayne Jones erneut die Welsh Professional Championship gewinnen. Auch bei den weiteren kleineren Turnieren und beim Masters konnte er meist gut abschneiden, als er beispielsweise beim Irish Masters das Halbfinale erreichte. Bei den Weltranglistenturnieren schied Griffiths jedoch teilweise deutlich früher aus, als er bei den International Open und bei den British Open in der Runde der letzten 32 und beim Grand Prix im Achtelfinale verlor. Im Gegensatz dazu erreichte er bei der UK Championship und beim Classic das Viertelfinale und konnte zudem zum Ende der Saison einen großen Erfolg verbuchen: Bei der Snookerweltmeisterschaft erreichte er zum zweiten Mal nach 1979 das Endspiel, das er aber mit 11:18 relativ deutlich gegen Steve Davis verlor. Allerdings konnte er sich damit auf den fünften Weltranglistenplatz verbessern und gehörte damit nach sieben Jahren wieder zu den besten fünf Spielern der Welt.

### Abstieg auf den elften Weltranglistenplatz
Im Verlaufe der Saison 1988/89 konnte Griffiths bei Einladungsturnieren insgesamt acht Mal das Viertelfinale – mit eingeschlossen das Masters – erreichen, schied aber in sieben Fällen davon in ebenjener Runde aus. Lediglich beim Norwich Union Grand Prix konnte Griffiths weiterkommen und verlor im Halbfinale. Bei weiteren kleineren Turnieren schied Griffiths in der Gruppenphase der Matchroom League beziehungsweise durch eine 6:9-Finalniederlage gegen Doug Mountjoy bei der Welsh Professional Championship aus. Hinsichtlich der Weltranglistenturniere verlor er zwar insgesamt zwei Auftaktspiele, verlor aber unter anderem auch ein Mal erst im Achtelfinale sowie drei Mal im Viertelfinale – unter anderem bei der Snookerweltmeisterschaft. Zudem verlor er bei der UK Championship im Halbfinale und unterlag im Endspiel der European Open mit 8:9 John Parrott. Dadurch gelang es Griffiths, den fünften Platz der Weltrangliste zu halten.
Während der folgenden Saison erreichte Griffiths bei Einladungsturnieren jeweils ein Mal das Achtelfinale, das Viertelfinale und das Halbfinale sowie beim Scottish Masters das Finale, in dem er sich mit 1:10 Stephen Hendry geschlagen geben musste. Zudem schied er bei der Matchroom International League in der Gruppenphase und bei der Welsh Professional Championship im Viertelfinale gegen Darren Morgan aus. Bei den Weltranglistenturnieren verlor Griffiths allerdings jeweils drei Mal in der Runde der letzten 64 und in der Runde der letzten 32. Allerdings erreichte er auch bei drei Turnieren höhere Runden; so schied er bei der Snookerweltmeisterschaft im Viertelfinale und sowohl bei den Asian Open als auch bei der UK Championship im Halbfinale aus. Dadurch konnte Griffiths den Verlust von Weltranglistenplätzen auf einen einzigen Rang reduzieren.
Innerhalb der folgenden Saison 1990/91 schied Griffiths bei zahlreichen Einladungs- und Non-ranking-Turnieren in den frühen Runden aus und konnte nur bei einem Teil dieser höhere Runden erreichen. Im Bezug auf letzteres erreichte er beim Einzelwettbewerb der Männer beim World Masters das Viertelfinale, beim World Matchplay und beim Masters das Halbfinale sowie erneut das Finale des Scottish Masters, das er mit 6:10 erneut gegen Stephen Hendry verlor. Ebenfalls schied Griffiths auch bei mehreren Ranglistenturnieren in den frühen Runden aus und konnte lediglich bei insgesamt drei Turnieren das Achtelfinale oder eine höhere Runde erreichen, sodass seine besten Saisonergebnisse Viertelfinalteilnahmen beim Dubai Classic und bei der Snookerweltmeisterschaft blieben. Auf der Weltrangliste bedeutete dies der Abrutsch auf Rang elf.

### Letzte Jahre in den Top 10
Auch während der Saison 1991/92 verlor Griffiths bei den meisten Einladungs- und Non-ranking-Turnieren in den frühen Runden; lediglich bei der World Seniors Championship konnte er mehr als ein Spiel in Folge gewinnen und unterlag im Halbfinale seinem walisischen Landsmann Cliff Wilson. Bei den Ranglistenturnieren konnte Griffiths ebenfalls mehrfach nicht in den frühen Runden gewinnen und schied insgesamt sechs Mal im oder vor dem Achtelfinale eines solchen Turnieres aus. Im Gegensatz dazu konnte er jedoch auch vier Mal das Viertel- beziehungsweise das Halbfinale erreichen und verlor beim Grand Prix und bei den British Open im Viertel- und bei den European Open sowie bei der Snookerweltmeisterschaft im Halbfinale. Zudem schaffte er die Rückkehr in die besten zehn Plätze der Weltrangliste und belegte im Folgenden den sechsten Rang.
In der Saison 1992/93 spielte Griffiths knapp ein Drittel weniger Spiele als in der vorherigen Saison, was vor allem auf die auf acht angestiegene Zahl von Auftaktniederlagen zurückzuführen war. Zudem verlor er bei zwei Ranglistenturnieren schon in der Runde der letzten 32 und schied sowohl bei der Snookerweltmeisterschaft als auch bei den International Open im Achtelfinale aus. Davon abgesehen erreichte er beim Einladungsturnier Kent Classic das Halbfinale, beim Ranglistenturnier Dubai Classic das Viertelfinale und beim Grand Prix das Halbfinale. Alles in allem verschlechterte er sich auf der Weltrangliste dennoch um zwei Plätze auf Rang acht.
In der nächsten Saison verlor Griffiths erneut sechs Auftaktspiele und beim Pot Black Cup im Viertelfinale gegen Stephen Hendry. Zudem erreichte er fünf Mal das Achtelfinale eines Ranglistenturnieres, kam allerdings lediglich ein einziges Mal weiter und verlor in diesem Fall im Viertelfinale der UK Championship gegen seinen Landsmann Darren Morgan. Dies bedeutete hinsichtlich der Weltrangliste ein Abrutschten auf den 14. Rang, wodurch er final aus den besten zehn Plätzen der Weltrangliste herausfiel.

### Letzte Profijahre
In der Saison 1994/95 nahm Griffiths nur noch an zwei Einladungsturnieren teil und verlor beim Masters im Viertelfinale und bei der Charity Challenge im Halbfinale. Bei den Ranglistenturnieren schied Griffiths jeweils zwei Mal in der Runde der letzten 64 und in der Runde der letzten 32 sowie vier Mal im Achtelfinale aus. Lediglich bei den European Open konnte er das Viertelfinale erreichen und unterlag dort John Parrott. Auf der Weltrangliste verlor er dennoch nur einen Rang und hielt sich mit Platz 15 nur knapp in den besten 16 Rängen der Weltrangliste.
Auch in der folgenden Saison nahm Griffiths im Bezug auf die Einladungsturniere nur an der Charity Challenge und am Masters teil und schied im Achtelfinale beziehungsweise in der Wildcard-Runde aus. Bei den Ranglistenturnieren verlor er in dieser Saison allerdings insgesamt drei Mal in der Runde der letzten 64, vier Mal in der Runde der letzten 32 sowie bei den European Open und bei der Snookerweltmeisterschaft im Achtelfinale. Zudem erreichte wieder ein einziges Viertelfinale und unterlag in ebenjener Runde des Thailand Classics dem Weltmeister Stephen Hendry. Zum Saisonende wurde er erstmals überhaupt nicht mehr in den besten sechzehn Rängen der Weltrangliste geführt, als er in der neuen Weltrangliste nur noch Rang 23 belegte.
In der Saison 1996/97 nahm Griffiths nur noch an zwei Turnieren teil und läutete damit unübersehbar das Ende seiner Profikarriere ein. Seine erste Turnierteilnahme erfolgte beim Seniors Pot Black, einem Sonderformat des Pot Black Cups, wo er Ray Reardon und Graham Miles besiegte, aber im Finale Joe Johnson unterlag. Dies ist besonders bemerkenswert, da Griffiths damit sowohl bei seinem zweiten Profiturnier überhaupt – der Snookerweltmeisterschaft 1979 – als auch bei seinem vorletzten Turnier das Finale erreichte, auch wenn er bei letzterem nicht gewann. Zum Saisonende musste sich Griffiths erstmals für die Hauptrunde der Snookerweltmeisterschaft qualifizieren, was ihm mit einem 10:4-Sieg über Alfie Burden auch gelang. Das folgende Match wurde schließlich das letzte Profimatch seiner Karriere, das er gegen seinen Landsmann und späteren dreifachen Weltmeister Mark Williams mit 9:10 verlor. Im Anschluss daran legte er – abgestürzt auf den 95. Rang der Weltrangliste – nach exakt 999 im Crucible Theatre gespielten Frames seinen Profistatus nieder.

### Weiteres Leben

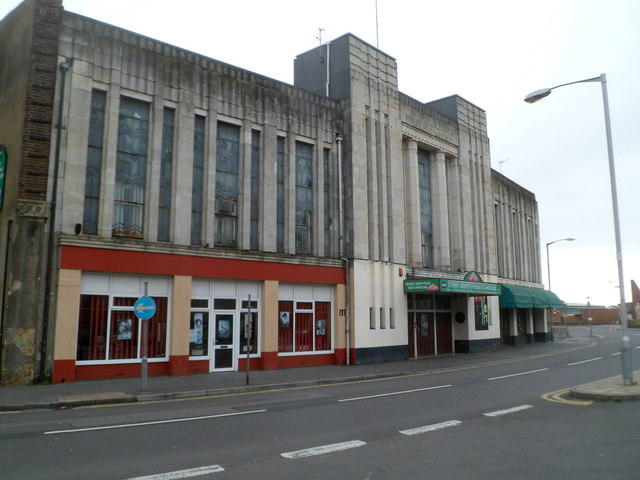
Der Terry Griffiths Matchroom in Llanelli

Griffiths wurde im Anschluss an seine Profikarriere zum einen Snookerkommentator für die BBC und zum anderen Snookertrainer und arbeitete für zahlreiche Spieler der Weltspitze wie Ding Junhui, Barry Hawkins und Mark Allen. Griffiths selbst war während seiner Karriere eine Zeit lang von Frank Callan trainiert worden, der auch mit Steve Davis, John Parrott und anderen arbeitete. Als einer der gefragtesten Trainer coachte er alleine in der Saison 2015/16 mit Ding, Hawkins, Allen, Mark Davis, Michael Holt und Jack Lisowski gleichzeitig sechs Spieler. Auch Stephen Hendry nahm Griffiths zwischen den Saisons 2000/01 und 2001/02 erfolgreich als Trainer, als er Probleme mit seinem Queue-Spiel hatte. Anschließend setzte Griffiths sein Engagement bei Hendry fort und schaffte es, durch aufgezeichnete Gespräche Hendry in einer Tiefphase wieder zu motivieren. Zeitweise bekleidete er zudem das Amt des WPBSA Director of Coaching, wahrscheinlich von 1995 bis 1997. 1998 kandidierte er ebenfalls, zog sich aber wegen einer internen Auseinandersetzung während der Wahl zurück. Daneben gehörte von 1996 bis 1998 zum Vorstand des englischen Verbandes und bis 1993 zum Vorstand einer Unterorganisation von Matchroom Sport (Matchroom Special Events Limited).
Ferner war Griffiths mit dem Terry Griffiths Matchroom Inhaber eines Snookerclubs in seinem Heimatort. Der Club wurde 1987 gegründet und galt vor allem in den 1990er-Jahren dadurch, dass es dort wöchentliche Pro-Am-Events gab, als Trainingsort für junge walisische Talente wie Matthew Stevens, Darren Morgan und nicht zuletzt Mark Williams. Ab 1997 gab es in dem Club eine von Griffiths initiierte Welsh Junior Snooker Academy. Griffiths’ Matchroom war ein Austragungsort der Challenge Tour 2019/20.

## Spielweise
Griffiths galt als einer der leidenschaftlichsten und begabtesten Spieler seiner Zeit. Er war wie ein Großteil der damaligen Spieler bekannt für seine langsame und bedachte Spielweise, zu der der Engländer Ronnie O’Sullivan anmerkte, dass er „einen kurzen 10-km-Lauf [hätte] einschieben können, während sie [Griffiths und Cliff Thorburn] sich einen Stoß überlegten“. Da Griffiths jedoch ebenfalls schnell spielen konnte, verunsicherte er seine Gegner teilweise. Außerdem galt Griffiths, der fortwährend an seinem Spielstil feilte, als nervenstarker Spieler, der sich auch mit seiner Handhabung mit dem Queue hervortun konnte. Durch diese Eigenschaft und seine Unterhaltungskünste ist er zweifacher Trickshot-Weltmeister. Griffiths, der eine sehr gute Taktik und ein gutes Safetyspiel hatte, riskierte des Weiteren nur selten einen unsicheren Stoß.

## Beliebtheit und Ehrungen
Auch wenn Griffiths teilweise für seine Spielweise verspottet wurde, galt er als einer der beliebtesten Profispieler. Dies lag beispielsweise an dem von ihm ausgestrahlten Charme und seiner Besonnenheit im Rahmen der Snookerweltmeisterschaft 1979, jedoch auch an Griffiths’ trockenem Humor und seiner Gelassenheit. Viel Sympathie erntete er vor allem durch ein Interview mit David Vine, in dem er folgenden Satz von sich gab:

“I’m in the final now, you know!”

„Ich bin jetzt im Finale, wie du weißt!“

Griffiths wurde im Rahmen der Queen’s Birthday Honours 2007 zum Officer of the Order of the British Empire ernannt. 2004 wurde er Mitglied der Welsh Sports Hall of Fame, 2013 wurde er auch in die Snooker Hall of Fame aufgenommen.

## Persönliches
Griffiths galt als Familienmensch, sodass es ihm schwerfiel, wegen des normalen Turnierkalenders, Exhibitions oder anderer Verpflichtungen lange von zu Hause entfernt zu sein. Dort hatte er mit seiner Frau Annette und seinen zwei Kindern eine eigene Familie. Einer seiner Söhne ist Wayne Griffiths, der ebenfalls als Trainer, lange Zeit in Hongkong, arbeitete. So war Griffiths dafür bekannt, vor einem Match bereits die Koffer gepackt zu haben, um im Falle einer Niederlage schnellstmöglich den Weg zum Flughafen antreten zu können. Des Weiteren war Griffiths mit Dennis Taylor, der nach dem verlorenen WM-Finale 1979 im Jahr 1985 Weltmeister wurde, eng befreundet. Die Freundschaft ging auch auf die ebenjene WM 1979 zurück, als Griffiths nach seinem WM-Sieg 1979 immer noch kein eigenes Auto hatte und so Taylor fragte, ob er die WM-Trophäe nicht in seinen Kofferraum legen könne. Taylor stimmte zu und konnte im Nachhinein selbst nicht fassen, dass er die WM-Trophäe als Unterlegener im WM-Finale in seinem Kofferraum hatte.
Griffiths starb am 1. Dezember 2024 in seiner Heimatstadt Llanelli im Kreise seiner Familie an den Folgen einer Demenzerkrankung im Alter von 77 Jahren.

## Erfolge
Während seiner Karriere erreichte Griffiths in 56 Fällen das Endspiel eines Turnieres. Während sich eine Auflistung aller Endspiele auf dieser Seite befindet, sind im Folgenden seine Finalteilnahmen bei den Turnieren der Triple Crown aufgelistet.
| Ausgang  | Jahr | Turnier                  | Finalist      | Frames |
| -------- | ---- | ------------------------ | ------------- | ------ |
| Sieger   | 1979 | Snookerweltmeisterschaft | Dennis Taylor | 24:16  |
| Sieger   | 1980 | Masters                  | Alex Higgins  | 9:5    |
| Finalist | 1980 | UK Championship          | John Virgo    | 13:14  |
| Finalist | 1981 | Masters                  | Alex Higgins  | 6:9    |
| Finalist | 1981 | UK Championship          | Steve Davis   | 3:16   |
| Finalist | 1982 | Masters                  | Steve Davis   | 5:9    |
| Sieger   | 1982 | UK Championship          | Alex Higgins  | 16:15  |
| Finalist | 1984 | Masters                  | Jimmy White   | 5:9    |
| Finalist | 1988 | Snookerweltmeisterschaft | Steve Davis   | 11:18  |